# Halowe Mistrzostwa Świata w Lekkoatletyce 1987 – chód na 5000 m mężczyzn
Chód na 5000 metrów mężczyzn – jedna z konkurencji rozgrywanych podczas halowych mistrzostw świata w hali Hoosier Dome w Indianapolis. Rozegrano od razu finał 7 marca 1987. Zwyciężył reprezentant Związku Radzieckiego Michaił Szczennikow, który ustanowił halowy rekord świata z czasem 18:27,79. Tytułu zdobytego na światowych igrzyskach halowych w 1985 nie bronił Gérard Lelièvre z Francji. 

## Rezultaty

### Finał
Opracowano na podstawie materiału źródłowego.
| Miejsce | Zawodnik             | Czas     | Uwagi             |
| ------- | -------------------- | -------- | ----------------- |
| 1       | Michaił Szczennikow  | 18:27,79 | [ 1 ] [ 2 ] [ 3 ] |
| 2       | Jozef Pribilinec     | 18:27,80 | [ 2 ] [ 3 ]       |
| 3       | Ernesto Canto        | 18:37,81 | [ 2 ] [ 3 ] [ 4 ] |
| 4       | Roman Mrázek         | 18:47,95 | [ 2 ]             |
| 5       | David Smith          | 18:52,20 | [ 2 ] [ 3 ] [ 4 ] |
| 6       | Sándor Urbanik       | 19:06,19 |                   |
| 7       | Walter Arena         | 19:08,20 | [ 2 ]             |
| 8       | Tim Lewis            | 19:18,40 | [ 2 ] [ 3 ]       |
| 9       | Erling Andersen      | 19:26,18 |                   |
| 10      | Bo Gustafsson        | 19:27,43 | [ 2 ]             |
| 11      | Marcelino Colín      | 19:45,19 | [ 2 ]             |
| 12      | Zdzisław Szlapkin    | 19:46,67 |                   |
| 13      | Carlo Mattioli       | 19:59,47 |                   |
| 14      | Ray Sharp            | 20:13,19 |                   |
| 15      | Andrew Jachno        | 20:19,84 |                   |
| 16      | Christos Karagiorgos | 20:26,54 |                   |
| 17      | Hirofumi Sakai       | 21:10,01 | [ 2 ] [ 3 ]       |